# Fellhanera tropica
Fellhanera tropica är en lavart som beskrevs av Elix. Fellhanera tropica ingår i släktet Fellhanera och familjen Pilocarpaceae.   Inga underarter finns listade i Catalogue of Life.